# Olifant

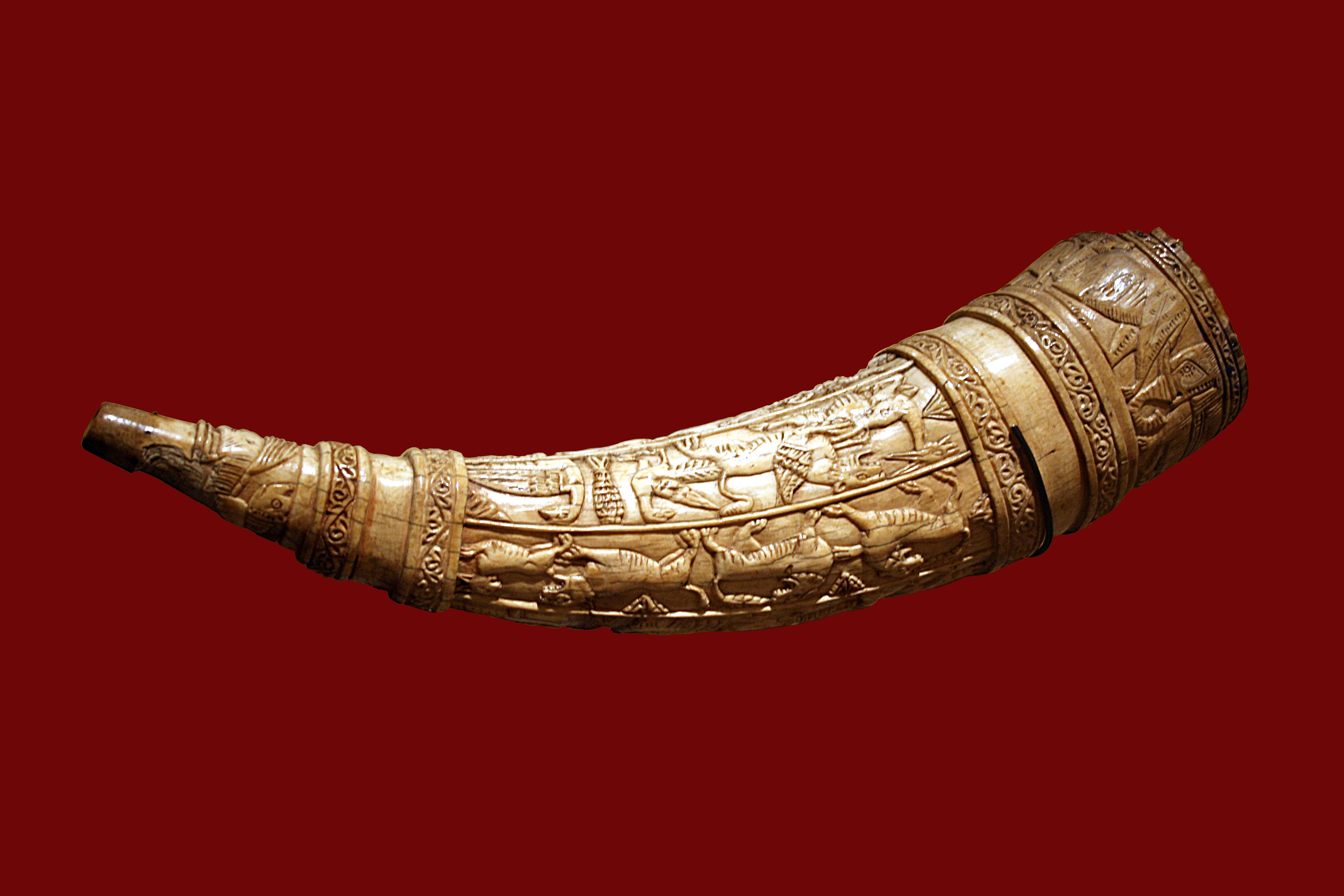
Olifant du XI, musée de l'Armée à Paris.

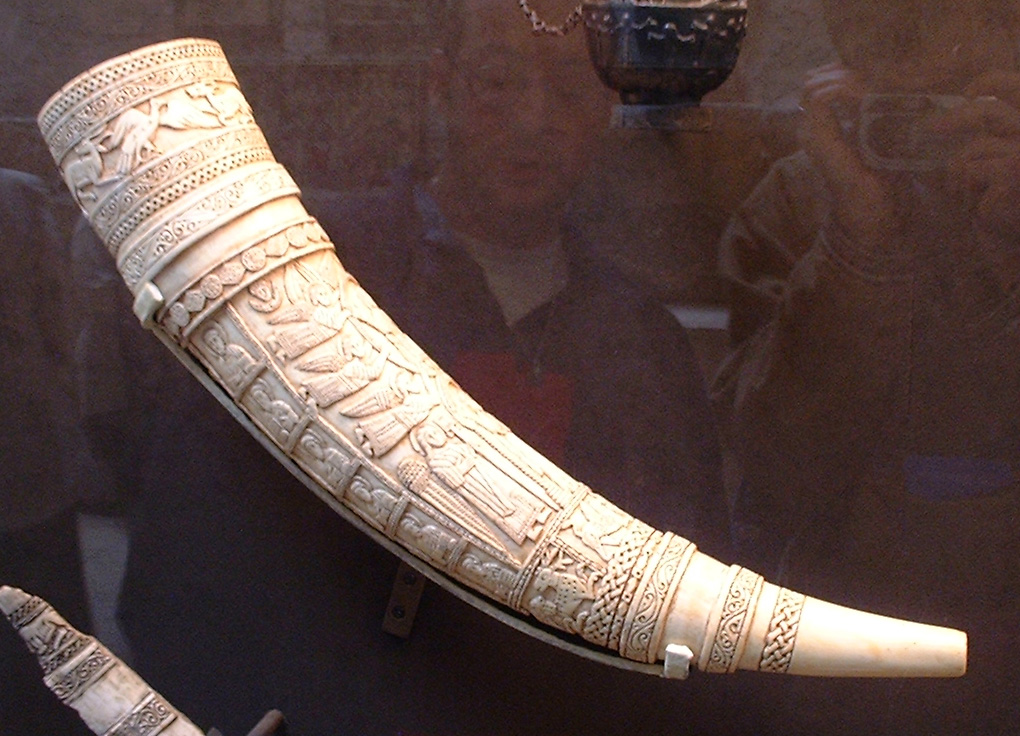
Olifant

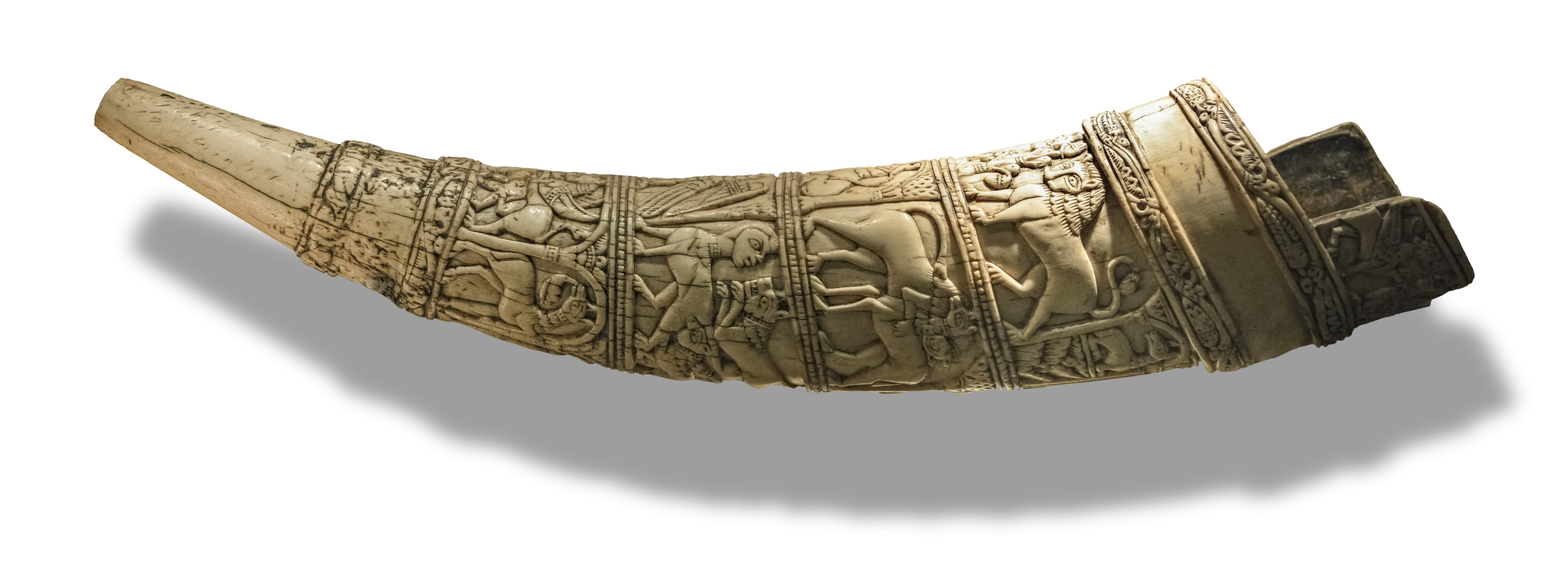
Olifant du XI, dit "cor de Roland", exposé au musée Paul-Dupuy de Toulouse

Pour l’article homonyme, voir char Olifant.
Pour l’article ayant un titre homophone, voir Oliphant.
Cet article possède un paronyme, voir Olyphant.
L'olifant (anciennement « oliphant ») est un instrument de musique à vent de la famille des cuivres, bien qu'il ne soit pas généralement métallique.

## Présentation
C'est un instrument ancien à embouchure parfois fabriqué à partir d'une défense d'éléphant (d'où son nom) garnie de viroles de métal pour le suspendre, mais plus fréquemment à partir d'une corne de bovidé voire en métal.
Ne pouvant émettre qu'un seul son, l'olifant ne servit que pour les communications. C'était un cor de guerre et de chasse, il servait à donner des signaux, à rallier les troupes, à annoncer l'approche d'un ennemi.
L'olifant était donc un instrument que portaient les chefs, ou un homme qui les suivait (comme les radios modernes suivent le lieutenant) et qu'ils embouchaient à la guerre, pour réunir leur monde, ou pour prévenir de leur approche. Le guetteur du château n'a qu'un cor, pour donner des signaux ; l'olifant était la trompe du noble, du seigneur ayant des barons sous ses ordres.
Dans la légende de Roland son cor est un olifant. Lorsqu'il combat dans les défilés de Roncevaux, qu'il voit ses compagnons morts pour la plupart, il met alors l'olifant à sa bouche. Le héros tient à son olifant autant qu'à son épée ; lorsqu'il sent la mort venir, ne pouvant briser Durandal, il met son cor en pièces, puis se couche sous un pin pour mourir.
L'olifant était alors une marque distinctive de commandement, de dignité, que les grands, seuls, portaient à la guerre, et il était déshonorant de laisser prendre cet instrument considéré comme noble. Sur l'un des corbeaux de l'une des portes de la façade de l'église abbatiale de Vézelay, un ange qui annonce la naissance du Sauveur porte un olifant en bandoulière. Ce cor est façonné à pans[Quoi ?].
Les olifants d'ivoire étaient souvent richement sculptés ; des collections publiques et privées en conservent un certain nombre d'une époque très ancienne (du Xe siècle au XIIe siècle), sur lesquels sont figurés en bas-reliefs des chasses, des animaux réels ou fantastiques. La plupart de ces objets ont été plusieurs fois gravés ; ils affectent tous la même forme, imposée d'ailleurs par la courbure de la défense d'éléphant.